# Việt Khê

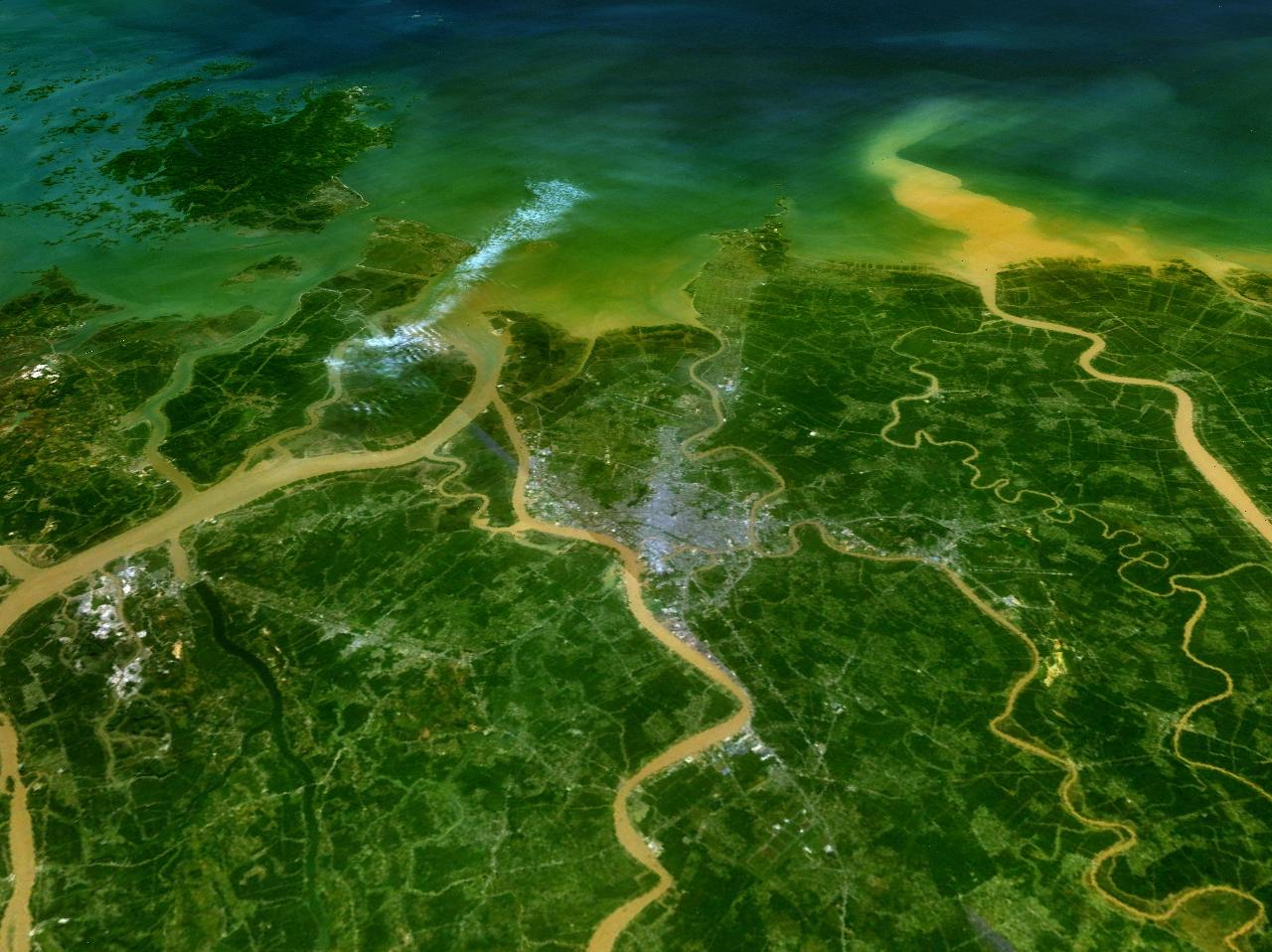
Imatge de la NASA de Haiphong

Việt Khê és un jaciment arqueològic de l'àrea del delta del riu Vermell al nord de Vietnam. Les excavacions hi revelaren una sèrie de taüts que contenien relíquies de la cultura Dông Són, de l'edat del bronze. El jaciment, descobert el 1961, està situat en la base sud d'un pujol que domina el riu Hoa, a la província de Hai Phong. Es van excavar cinc taüts de fusta, cadascun dels quals estava alineat en direcció est-oest, amb almenys dos parells de taüts configurats de manera lineal.

## Artefactes
El taüt més gran es va etiquetar com a "Enterrament 2", tenia una longitud de 4,76 m, però no s'hi trobaren restes humanes.
Se'n van desenterrar trenta-una destrals pediformes amb sòcols ovalats, a més a més de dues destrals simètriques amb encaixos rectangulars i fulles acampanades, i dues més amb fulles quasi paral·leles.
Els cisells trobats a l'enterrament es van dividir en tres varietats: cisells de punta ampla, punxeguts, i de petit calibre. Les destrals pediformes trobades a Viet Khe difereixen de la majoria dels altres exemplars de la cultura Dong Son, perquè tenien una aparença simple i una decoració molt escassa. Tot i que algunes de les destrals es van utilitzar per a treballar fusta, també n'hi havia que semblaven haver-se utilitzat com a armes.
Els arqueòlegs que participaren en la recerca classificaren tres tipus de punta de llança amb encaix, dos estils de punta de fletxa amb encaix, dagues amb fulles de fins a 20 cm de llargària i una espasa de quasi 50 cm de llargada. Hi aparegueren quatre ganivets de mànec anular, amb un origen o aspecte xinés.
Un dels principals artefactes descoberts a Viet Khe amb un gran impacte estètic fou un conjunt de recipients de bronze, conegut com «thap». Aquests són recipients alts, semblants als gerros, amb costats que es van estrenyent lentament i anses de cuir. El més gran fa 37 cm en el seu estat actual fragmentat, amb incisions decoratives que combinen motius en espiral i geomètrics. La incisió també mostra escenes de guerrers emplomallats que viatgen per terra o en transport aquàtic.
El "binh" és un got globular, més ample pels costats que verticalment, i es col·loca en un pedestal alt semblant a una base circular. Té dues nanses a la part superior i la tapadora està decorada geomètricament. Un dels exemples desenterrats tenia 21 cm d'alçada i 24,7 cm de diàmetre.
El "tho" és un cossi semiesfèric de bronze amb els costats inclinats cap a fora, que es col·loquen en un pedestal sota el trípode, i és semblant a un bol d'encens. Un dels exemples de "tho" trobats a Viet Khe té una alçada de 22,5 cm i està decorat amb fileres d'espirals i figures geomètriques.
Un exemple d'"au", un bol amb una nansa, recolzada en un pedestal, es va trobar a Viet Khe. Un "dinh" és un bol amb tres potes, semblant a la "li" xinesa. El "khay", gens semblant als objectes moderns, consisteix en una gran safata d'anses amples i grans, decorades amb figures triangulars i motius en espiral. Un "am" trobat en l'excavació, un recipient arredonit amb un broc semblant al d'un bullidor d'aigua, estava sense decorar i danyat.
També se'n desenterrà un joc de cullerots de bronze ornamentats, d'uns 20 cm de llarg. Un estava decorat amb figures d'ocells voladors i patrons geomètrics, mentre que un altre mostrava la imatge d'un home tocant un instrument. Els motius circulars en els objectes excavats a Viet Khe no estaven restringits als espècimens de bronze: hi havia una peça de cuir també adornada. Els taüts tenien bats amb sabó per a ús en llances, i articles de laca, tela i cistelleria.

## Instruments musicals

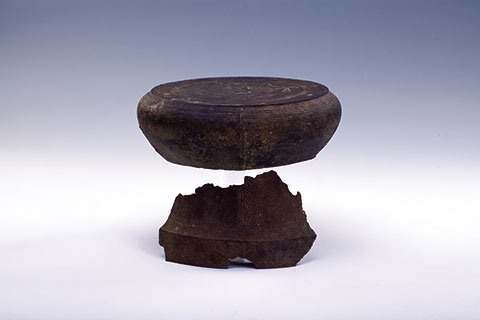
Tambor de bronze en la tomba de Viet Khe

S'hi va trobar un petit tambor, amb un pegat de 23 cm d'amplada amb el disseny d'un cos solar de raigs centrals, envoltat per quatre ocells volant. En una part del mantell que continua existint, hi ha l'obra d'art d'un ocell dins d'un panell el límit del qual es denota mitjançant bandes circulars. També es va trobar un conjunt de campanes; algunes estaven decorades amb formes d'art de Dong Son, mentre que unes altres mostraven influències xineses.

## Datació i anàlisi
Tres figures s'han datat per radiocarboni, a partir de la fusta del taüt de Viet Khe. Tenint en compte la possibilitat que es van poder emprar arbres ja morts per a construir els taüts, els arqueòlegs calculen l'antiguitat dels artefactes de Viet Khe entre els anys 300 i 500 abans de la nostra era, la qual cosa situaria Viet Khe entre els primers cementeris de Dong Son.
Això concorda amb les impressions dels espècimens; malgrat la gran quantitat de material, els espècimens generalment no estan intricadament decorats, ni el tambor és particularment gran o detallat en l'obra. El lloc de l'enterrament també té poques restes de ferro, i això dona indicis que pertany a l'edat del bronze.
Algunes troballes també són paral·leles als objectes desenterrats de Lingnan, al sud de la Xina, en particular, un trípode Dinh, un ganivet de pelar amb l'anell i l'espasa de bronze, així com caps d'algunes fletxes i llances. Aquests objectes també es troben a Tonggugang, Guangdong i Yinshangling, a Guangxi, al sud de la Xina, llocs que daten del període de Regnes Combatents.